# Памятник Ленину (Айслебен)
Па́мятник Ле́нину в Айслебене (Эйслебене) — первый памятник Владимиру Ильичу Ленину, установленный в Германии. Согласно кинодокументу, он был установлен в 1948 году и был демонтирован в 1991 году.

## История

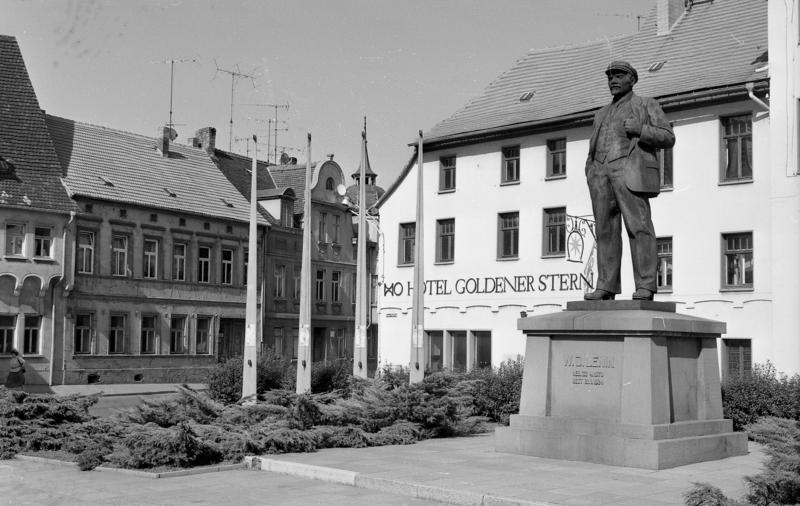
Памятник Ленину незадолго до демонтажа, 1991 г.

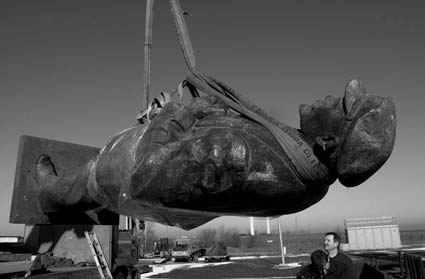
Демонтаж памятника Ленину в Айслебене в 1991 г.

Бронзовый памятник высотой 3,20 метра и весом 2,9 тонны был создан в 1926 году русским скульптором Матвеем Манизером. Он стоял в городе Пушкине в Советском Союзе с 1929 года, но был демонтирован немецкими войсками в 1943 году и вывезен в Германию, где должен был быть переплавлен в Мансфельдер-Кругхютте недалеко от Айслебена. По неясным причинам статуя уцелела в войну. СССР подарил памятник городу Лютерштадт-Айслебену на официальной церемонии в присутствии Вальтера Ульбрихта 1 мая 1948 года. Кинохроника ДЕФА «Очевидец» (Der Augenzeuge) № 104/48 (14 мая 1948; длина пленки 21 метр) задокументировала открытие памятника Ленину в Айслебене в мае 1948 года.

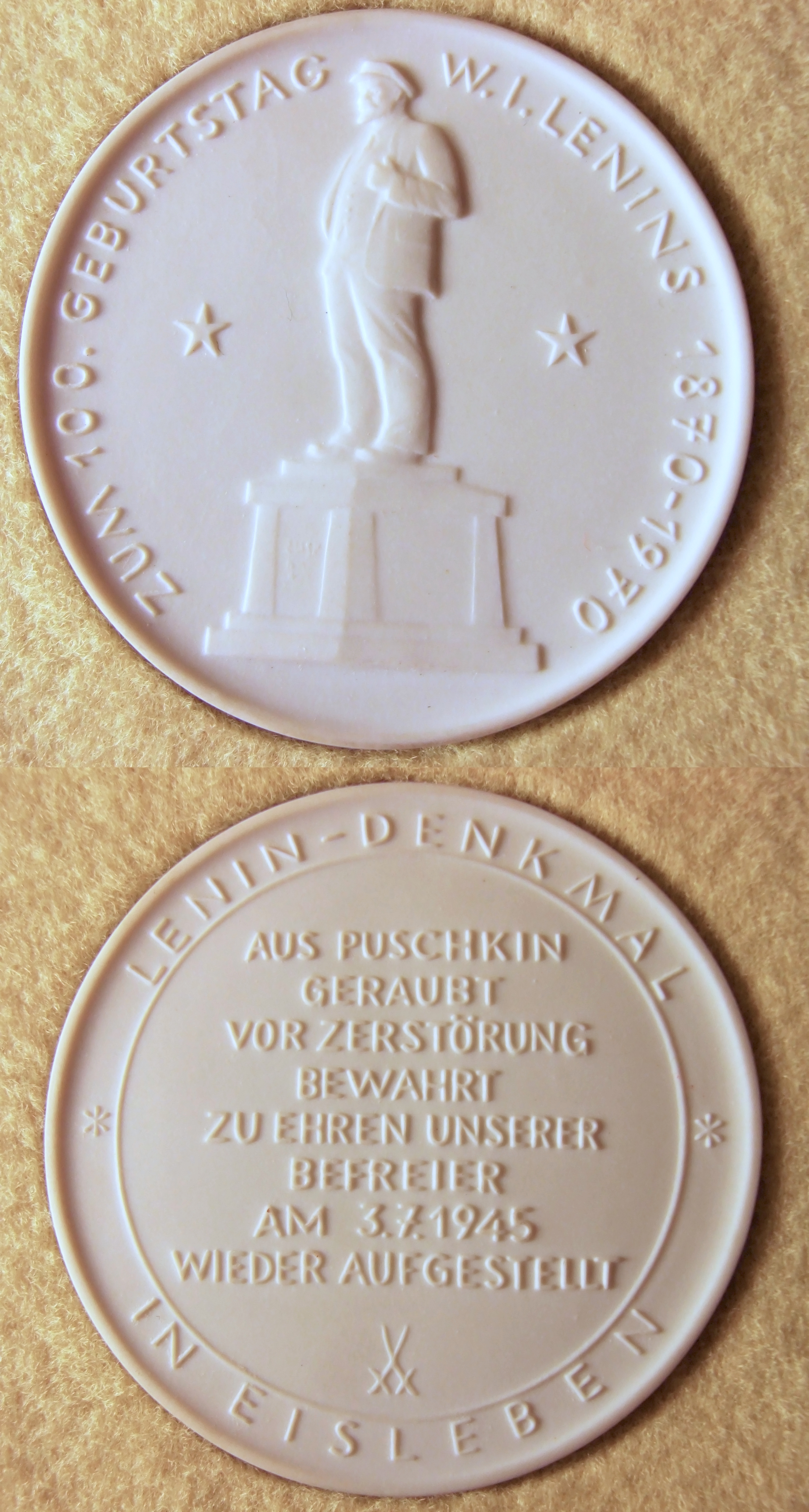
Памятная медаль ГДР из мейсенского фарфора 1970 года с изображением памятника Ленину в Айслебене

После демонтажа статую привезли в Берлин в 1991 году и выставили в качестве экспоната в Немецком историческом музее.

## Бытовавшая в ГДР история спасения статуи
Сообщалось, что в 1943 году немецкие металлурги и советские граждане, занятые на принудительных работах, спрятали статую Ленина под кучей металлолома, чтобы спасти её от уничтожения. При этом утверждалось, что рабочие обошли приказ разрезать памятник. Также говорилось, что они произвели ложные расчёты и заявили, что его расплавление в печи технически невозможно.
Сообщалось, что в то время «Антифашистская рабочая группа Центральной Германии» под руководством Роберта Бюхнера вмешалась в спасательную операцию, чтобы иметь возможность в знак приветствия Красной Армии в конце войны установить памятник в Айслебене в 1945 году.
В 2000 году были найдены материалы, подтверждающие, что ещё в 1956 году в СЕПГ были сомнения относительно этой истории героического спасения памятника. Секретные протоколы чрезвычайно интенсивного расследования, проведенного по распоряжению канцелярии Вальтера Ульбрихта, показывают, что результат был катастрофическим для всех участников. Поэтому было принято решение придерживаться бытовавшей версии и не публиковать документальные материалы.